# Кублук
Кублук, Куйлук (XIII-XIV) — претендент на ханский престол Кок-Орды периода междоусобной войны (1301), сын Тимур-Буки, сына Хулагу (или Кутуку), сына Орды (Орда-Ежена). После смерти Коничи при помощи Хайду и Дувы отнял власть у наследника трона Баяна, который бежал на западную окраину владений своего отца, к границам улуса Джучи, где правил Тохта. Тохта, подтверждая законность притязаний Баяна, выдал ему ярлык на правление в отцовском улусе и потребовал от Хайду и Дувы выдачи Кублука. После этого Баян и Кублук неоднократно вступали в военные столкновения, которые не приносили ощутимого перевеса, Рашид ад-Дин сообщает, что «Баян 18 раз сражался с Кублуком и войском Хайду и Дувы, из них шесть раз сам лично участвовал в сражениях». В 1302 году Кублук был разбит и свергнут, Ханом Ак-Орды стал Баян. Сын Кублука Куш-Тимур при поддержке Дувы пытался продолжить дело отца, но безуспешно.